# مالوماکسیوتوو
مالوماکسیوتوو (انگلیسی: Malomaksyutovo) یک شهرک در شهرستان ایشیمبایسکی استان باشقیرستان کشور روسیه است.